# Pieve di Cantalupo
La Pieve di Cantalupo è un antico luogo di culto cattolico situato nella Bassa Imolese, circa 13 km a nord della città.

## Storia

### La pieve
La pieve fu dedicata originariamente a Sant'Apollinare di Acquaviva (o di Acquavia); era una delle 14 pievi della diocesi imolese ed era dotata di una giurisdizione vastissima. Il culto del Santo ravennate era particolarmente sentito in questa zona nei secoli V e VI. Il titolo rimanda dunque ad un'edificazione che risale probabilmente all'epoca del primo apparire del Cristianesimo in questa parte della Romagna. L'attributo "Acquaviva" rimanda invece, con ogni probabilità, alla presenza in questa zona di una fonte, alla quale la popolazione era molto devota e che sarebbe scaturita durante un momento di ristoro nel cammino di Sant'Apollinare.
Il primo documento che ci parla della chiesa è datato 783; per molti secoli la chiesa è citata come appartenente a potenti famiglie di feudatari. È dal XIII secolo che se ne perdono le tracce, ed è da quel momento che appare il nuovo toponimo Cantalupo.
Secondo alcune testimonianze, la stessa pieve e il vicino castello di Acquaviva, nel frattempo fortificato con fossati e steccati, sarebbero stati distrutti in seguito alle guerre e alle inondazioni susseguitesi tra il 1240 e il 1455 in questa zona. Le epidemie, poi, avevano reso il luogo deserto e selvaggio: da qui deriva molto probabilmente il toponimo "Cantalupo" (dal romagnolo Cantalov: "Ca' del Lupo"), ad indicare una zona disabitata, incolta e inospitale. Per questi motivi non si trovò per molti anni un parroco disposto a trasferirvisi.

### La chiesa attuale
L'attuale chiesa venne edificata nel 1495. Il nuovo secolo fu caratterizzato da migliori condizioni di vita e dall'aumento della popolazione. Anche la piaga delle alluvioni poté essere relegata al passato. Proprio in seguito all'aumento della popolazione, e al conseguente aumento delle esigenze religiose, furono costituite le due parrocchie di Sesto Imolese (1520) e di Cantalupo Fiume (oggi parrocchia di Giardino, 1572).
Da allora la chiesa è sempre citata, in occasione delle visite pastorali: i vescovi la trovarono abbastanza in ordine e senza rilevanti problemi, a parte la necessità di restauro per la canonica. La chiesa e la canonica furono in effetti restaurate a fondo nella prima metà del XVII secolo.
La chiesa, definita «quasi rozza» a causa delle sue condizioni disastrate, subì pesanti interventi di ristrutturazione tra il 1922 e il 1924, che ne comportarono tra l'altro un accorciamento di 4,5 metri di lunghezza. In compenso venne ripristinata la titolazione di pieve in occasione della visita del vescovo d'Imola Paolino Tribbioli (1924).
Con la creazione delle due parrocchie indipendenti di Balìa (1929) e Sasso Morelli (1957, già vicaria perpetua dal 1914), il territorio della pieve di Cantalupo si è ridotto a meno di un quinto della sua estensione originaria.